# Cantone di Le Rheu
Il Cantone di Le Rheu è una divisione amministrativa dell'arrondissement di Rennes.
È stato costituito a seguito della riforma approvata con decreto del 18 febbraio 2014, che ha avuto attuazione dopo le elezioni dipartimentali del 2015.

## Composizione
Comprende i seguenti 9 comuni:
- Bréal-sous-Montfort
- La Chapelle-Thouarault
- Chavagne
- Cintré
- L'Hermitage
- Mordelles
- Le Rheu
- Le Verger
- Vezin-le-Coquet